# 俞莲舟
俞莲舟是金庸小说《倚天屠龙记》中的人物，是武当派创始人張三丰的第二个徒弟。七俠之中武功修為最高，為金庸小說中武功超群的高手之一。

## 概述
張三丰的第二個徒弟，外表嚴肅，為人從容理智且穩重冷靜，七俠中武功最高者，深得張三丰器重，武當派上上下下都對其十分敬畏。曾加以改良張三丰所授之虎爪手，自創「虎爪絕戶手」，後來盡得「太極拳」真傳。
對年幼的張無忌極為疼愛，也是張無忌比較親近的武當長輩。
曾參與六大派遠征光明頂一戰，力戰明教五行旗。下山時與其他五派高手一同中了蒙古軍隊的埋伏，被囚禁於萬安寺中，被逼服下「十香軟筋散」以致内力盡失。俞蓮舟是六大派裡第一個相信張無忌並跳下塔的高手，以行動證明張無忌乃真心相救而非心存歹念。
在屠獅大會主動挑戰殺害莫聲谷的叛徒宋青書，以「太極拳」擊敗宋青書後，在短時間内看破峨嵋派掌門周芷若的武功，以「虎爪絕戶手」破其「白蟒鞭法」，周芷若改施展「九陰白骨爪」後漸佔上風，殷梨亭跳出來幫俞蓮舟二打一仍打不贏周芷若，張無忌見情況不對便出手化解，解救險些慘敗的俞蓮舟與殷離亭。
屠獅英雄會過後，適逢元朝「汝陽王」察罕帖木儿率二萬蒙古軍攻上少室山少林寺，打算一舉殲滅與會的羣雄，俞蓮舟也聽從張無忌的指揮攻擊敵人。
由於大師兄宋遠橋之子宋青書背叛師門，張三丰打消宋遠橋接任掌門的念頭，改任俞蓮舟為武當派第二任掌門。

## 武功
虎爪絕戶手
俞蓮舟嫌虎爪手威力不足而自行改良的招式，招招拿人要害，使敌人损阴绝嗣。張三丰認為這招太過歹毒狠辣，不喜歡俞蓮舟施展，所以俞蓮舟創完此招後非常少用。
太極拳
集道家武學之大成的拳法，攻勢如太極圓轉生生不息，以柔克剛、重意不重形。

## 影視形象

### 劇集
- 關鍵：香港無綫電視《倚天屠龍記》（1978年）
- 張鵬：臺灣台視《倚天屠龍記》（1984年）
- 龍天生：香港無綫電視《倚天屠龍記》（1986年）
- 梁建平：香港無綫電視《倚天屠龍記》（2001年）
- 李進榮：中國亞環影音《倚天屠龍記》（2003年）
- 王建國：中國華誼兄弟、華夏視聽聯合出品《倚天屠龍記》（2009年）
- 黃騫：中國華夏視聽、企鵝影視聯合出品《倚天屠龍記》（2019年）

### 電影
- 何璧堅：《倚天屠龍記》（1963年，1965年）（第一及第二集），香港粵語長片，峨嵋電影公司
- 陸劍明：《倚天屠龍記》及《倚天屠龍記大結局》（1978年）、《魔劍屠龍》（1984年），邵氏公司